# Vesa Toskala
Vesa Toskala, né le 20 mai 1977 à Tampere en Finlande, est un joueur professionnel finlandais de hockey sur glace qui évoluait au poste de gardien de but.

## Biographie

### Carrière en Europe
Toskala fut choisi au 4e tour, 90e au total, du repêchage d'entrée dans la LNH 1995 par les Sharks (cette année-là, les Sharks avaient aussi repêché Miikka Kiprusoff au tour suivant). Toskala impressionna avec un jeu brillant en 1998-99 avec Ilves Tampere de la SM-liiga finlandaise, où il remporta 21 matchs et en perdit 12, avec une moyenne d'efficacité de 0,916 et n'allouant que 2,14 buts par match, en plus de récolter cinq blanchissages. La saison suivante, jouant un style inspiré de celui de Markus Korkonen, il évolue avec le Färjestads BK de l'Elitserien suédoise, n'allouant que 2,59 buts par match - il réussit même à marquer un but lui-même! À cette époque, Toskala n'était pas sûr de vouloir poursuivre une carrière dans le hockey. Désirant un emploi stable, il envisagea la possibilité de retourner aux études à plein temps, abandonnant le hockey - les Sharks lui offrirent cependant un contrat qui lui fit changer d'idée et l'amena en Amérique du Nord.

### Carrière nord-américaine
À sa première saison en Amérique, 2000-01, il joue pour les Thoroughblades du Kentucky de la Ligue américaine de hockey. Partageant le travail entre les poteaux avec Kiprusoff, il joue 44 matchs, pour une fiche de 22-13-5, 2,77 buts par match et 91,1 % d'arrêts. L'année suivante, l'équipe devient les Barons de Cleveland et, profitant du fait que Kiprusoff est rappelé avec les Sharks, il obtient le poste de titulaire, pour une fiche de 19-33-7, 2,77 buts par match et 91,2 % d'arrêts. Il fut souvent le seul rayon lumineux au sein d'une équipe exécrable cette saison-là, et il domina la ligue en termes de matchs joués et d'arrêts effectués (1.845). Quand Kiprusoff se blessa à son tour, Toskala fut rappelé à San José pour jouer le rôle d'auxiliaire de Evgeni Nabokov. Il joua 10 minutes avec le grand club à sa première apparition dans la LNH, bloquant les deux tirs dirigés contre lui.
La saison 2002-2003 de la LNH, vu le différend opposant Nabokov aux Sharks, Toskala reste avec les Sharks à titre d'auxiliaire de Miikka Kiprusoff. Quand Kiprusoff connaissait des moments difficiles, Toskala venait à la rescousse, jouant admirablement bien, amassant une fiche de 4-3-1, 2,35 buts par match et 92,7 % d'arrêts, dont son premier jeu blanc dans la LNH contre les Red Wings de Détroit. Quand les Sharks et Nabokov finirent par s'entendre sur les modalités d'un contrat, Toskala retourna à Cleveland où il connut une fin de saison difficile, récoltant 15-30-2, 3,21 buts par match et 90,3 % d'arrêts. Les dirigeants des Sharks n'avaient cependant pas oublié ses performances avec l'équipe et le rappelèrent en fin de saison, se retrouvant ainsi avec trois gardiens. Nabokov s'étant fermement établi comme titulaire, Kiprusoff et Toskala entrèrent donc en compétition pour obtenir le poste de remplaçant, une compétition qui prit fin quand les Sharks échangèrent Kiprusoff aux Flames de Calgary où il connut beaucoup de succès, menant l'équipe à la finale de la Coupe Stanley contre toute attente. Beaucoup, voyant les succès de Kiprusoff, crurent alors que Toskala serait encore meilleur que lui, puisque les Sharks l'ont gardé au détriment de l'autre. En 28 matchs cette saison, il maintint une fiche de 12-8-4, 2.06 GAA et .930 de pourcentage d'arrêt. Il ne joua pas en séries.
Pour le plus gros de la saison 2005-2006 de la LNH, il fut le remplaçant de Nabokov, ce qui ne l'empêcha pas de connaître sa meilleure saison. Février ne s'annonçait pas tellement bien pour lui, avec sa fiche de 5-5-2 suivant une défaite en prolongation contre le Wild du Minnesota le 2 février. Mais à son départ suivant contre les Blackhawks de Chicago le 8 février, Toskala prit feu et partit sur une lancée, obtenant une fiche impressionnante de 17-2-2 menant à la victoire du 12 avril contre les Canucks de Vancouver qui venait garantir au club une place en séries. Pendant cette période, sa moyenne de buts par match tomba de 3,25 à 2,55, tandis que son pourcentage d'arrêt montait de 87,2 à 90 %. Ce jeu brillant lui valut de déloger Nabokov du poste de numéro un avec les Sharks et d'être nommé joueur défensif de la semaine dans la LNH les 27 mars et 10 avril. Il obtint en outre une extension de deux ans à son contrat, d'une valeur de 2.75$ millions US.
Il disputa son premier match de série au deuxième match de la série contre les Predators de Nashville, débutant en force avec un blanchissage. Malgré une excellente première ronde et un fort début de deuxième, son jeu baissa d'un cran lors du match 4 de la 2e ronde contre les Oilers d'Edmonton ; cela entraîna finalement l'élimination des Sharks. Il terminera les séries avec une fiche de 6-5, une moyenne de 2,45 buts par match et 91 % d'arrêts.
En 2007, il fut échangé à Toronto avec Mark Bell contre un choix au repêchage. Le 31 janvier 2010, il est échangé à nouveau, cette fois aux Ducks d'Anaheim en compagnie de Jason Blake en retour d'un autre gardien, Jean-Sébastien Giguère. Ce fut cependant un court séjour car il changea à nouveau d'équipe le 3 mars, date limite des transactions dans la LNH. Il passe donc aux mains des Flames de Calgary en échange d'un autre gardien de but, Curtis McElhinney.

## Statistiques

### En club
| Saison     | Équipe                     | Ligue        |     | Saison régulière | Saison régulière | Saison régulière | Saison régulière | Saison régulière | Saison régulière | Saison régulière | Saison régulière | Saison régulière | Saison régulière |   | Séries éliminatoires | Séries éliminatoires | Séries éliminatoires | Séries éliminatoires | Séries éliminatoires | Séries éliminatoires | Séries éliminatoires | Séries éliminatoires | Séries éliminatoires |
| Saison     | Équipe                     | Ligue        | PJ  | V                | D                | Pr/N             | Min              | BC               | Moy              | % Arr            | Bl               | Pun              | PJ               | V | D                    | Min                  | BC                   | Moy                  | % Arr                | Bl                   | Pun                  |                      |                      |
| 1995-1996  | Ilves Tampere              | SM-liiga     | 37  | 14               | 14               | 7                | 2 073            | 109              | 3,16             | 90,2             | 1                |                  | 2                | 0 | 2                    | 78                   | 11                   | 8,46                 | 77,1                 | 0                    |                      |                      |                      |
| 1995-1996  | Koovee Tampere             | I-divisioona | 2   | 1                | 1                | 0                | 119              | 5                | 2,51             | 91,1             | 1                |                  | -                | - | -                    | -                    | -                    | -                    | -                    | -                    |                      |                      |                      |
| 1996-1997  | Ilves Tampere              | SM-liiga     | 40  | 22               | 12               | 5                | 2 270            | 108              | 2,85             | 90,6             | 0                |                  | 8                | 3 | 5                    | 479                  | 29                   | 3,63                 | 88,1                 | 0                    |                      |                      |                      |
| 1997-1998  | Ilves Tampere              | SM-liiga     | 43  | 26               | 13               | 3                | 2 554            | 118              | 2,77             | 90,6             | 1                |                  | 9                | 6 | 3                    | 519                  | 18                   | 2,08                 | 93,0                 | 1                    |                      |                      |                      |
| 1998-1999  | Ilves Tampere              | SM-liiga     | 33  | 21               | 12               | 0                | 1 966            | 70               | 2,14             | 91,6             | 4                |                  | 4                | 1 | 3                    | 248                  | 14                   | 3,39                 | 89,9                 | 0                    |                      |                      |                      |
| 1999-2000  | Färjestad BK               | Elitserien   | 44  |                  |                  |                  | 2 652            | 118              | 2,67             | 88,7             | 3                |                  | 7                |   |                      | 439                  | 19                   | 2,60                 | 90,8                 | 0                    |                      |                      |                      |
| 2000-2001  | Thoroughblades du Kentucky | LAH          | 44  | 22               | 13               | 5                | 2 466            | 114              | 2,77             | 91,1             | 2                |                  | 3                | 0 | 3                    | 197                  | 8                    | 2,44                 | 92,8                 | 0                    |                      |                      |                      |
| 2001-2002  | Barons de Cleveland        | LAH          | 62  | 19               | 33               | 7                | 3 574            | 178              | 2,99             | 91,2             | 3                |                  | -                | - | -                    | -                    | -                    | -                    | -                    | -                    |                      |                      |                      |
| 2001-2002  | Sharks de San José         | LNH          | 1   | 0                | 0                | 0                | 10               | 0                | 0,00             | 100              | 0                |                  | -                | - | -                    | -                    | -                    | -                    | -                    | -                    |                      |                      |                      |
| 2002-2003  | Sharks de San José         | LNH          | 11  | 4                | 3                | 1                | 537              | 21               | 2,35             | 92,7             | 1                |                  | -                | - | -                    | -                    | -                    | -                    | -                    | -                    |                      |                      |                      |
| 2002-2003  | Barons de Cleveland        | LAH          | 49  | 15               | 30               | 2                | 2 824            | 151              | 3,21             | 90,3             | 1                |                  | -                | - | -                    | -                    | -                    | -                    | -                    | -                    |                      |                      |                      |
| 2003-2004  | Sharks de San José         | LNH          | 28  | 12               | 8                | 4                | 1 541            | 53               | 2,06             | 93,0             | 1                |                  | -                | - | -                    | -                    | -                    | -                    | -                    | -                    |                      |                      |                      |
| 2004-2005  | Ilves Tampere              | SM-liiga     | 3   | 0                | 1                | 2                | 186              | 8                | 2,58             | 93,0             | 0                |                  | 6                | 3 | 3                    | 357                  | 19                   | 3,19                 | 91,9                 | 0                    |                      |                      |                      |
| 2005-2006  | Sharks de San José         | LNH          | 37  | 23               | 7                | 4                | 2 039            | 87               | 2,56             | 90,1             | 2                |                  | 11               | 6 | 5                    | 686                  | 28                   | 2,45                 | 91,0                 | 1                    |                      |                      |                      |
| 2005-2006  | Barons de Cleveland        | LAH          | 1   | 0                | 0                | 1                | 65               | 0                | 0,00             | 100              | 1                |                  | -                | - | -                    | -                    | -                    | -                    | -                    | -                    |                      |                      |                      |
| 2006-2007  | Sharks de San José         | LNH          | 38  | 26               | 10               | 1                | 2 142            | 84               | 2,35             | 90,8             | 4                |                  | -                | - | -                    | -                    | -                    | -                    | -                    | -                    |                      |                      |                      |
| 2007-2008  | Maple Leafs de Toronto     | LNH          | 66  | 33               | 25               | 6                | 3 837            | 175              | 2,74             | 90,4             | 3                |                  | -                | - | -                    | -                    | -                    | -                    | -                    | -                    |                      |                      |                      |
| 2008-2009  | Maple Leafs de Toronto     | LNH          | 53  | 22               | 17               | 11               | 3 056            | 166              | 3,26             | 89,1             | 1                |                  | -                | - | -                    | -                    | -                    | -                    | -                    | -                    |                      |                      |                      |
| 2009-2010  | Maple Leafs de Toronto     | LNH          | 26  | 7                | 12               | 3                | 1 393            | 85               | 3,66             | 87,4             | 1                |                  | -                | - | -                    | -                    | -                    | -                    | -                    | -                    |                      |                      |                      |
| 2009-2010  | Flames de Calgary          | LNH          | 6   | 2                | 0                | 0                | 212              | 8                | 2,26             | 91,8             | 0                |                  | -                | - | -                    | -                    | -                    | -                    | -                    | -                    |                      |                      |                      |
| 2010-2011  | AIK IF                     | Elitserien   | 2   | 0                | 2                | 0                | 120              | 6                | 3,07             | 89,8             | 0                |                  | -                | - | -                    | -                    | -                    | -                    | -                    | -                    |                      |                      |                      |
| 2011-2012  | Ilves Tampere              | SM-liiga     | 22  | 1                | 15               | 5                | 1 242            | 71               | 3,43             | 88,5             | 1                |                  | -                | - | -                    | -                    | -                    | -                    | -                    | -                    |                      |                      |                      |
| Totaux LNH | Totaux LNH                 | Totaux LNH   | 266 | 129              | 82               | 32               | 14 767           | 679              | 2,76             | 90,2             | 13               |                  | 11               | 6 | 5                    | 686                  | 28                   | 2,45                 | 91,0                 | 1                    |                      |                      |                      |